# Syndrome de Münchhausen
Pour les articles homonymes, voir Münchhausen.
 Mise en garde médicale
Le syndrome de Münchhausen, également appelé « pathomimie » ou « trouble factice », est un terme désignant une pathologie psychologique caractérisée par un besoin de simuler une maladie ou un traumatisme dans le but d'attirer l'attention ou la compassion. Il s'agit de la forme la plus grave des troubles factices, associée à un pronostic très défavorable  à long terme. Cette pathologie est souvent associée à un trouble sévère de la personnalité, notamment « borderline » (trouble de la personnalité limite) ou encore psychopathique.
La Classification internationale des maladies — 10e révision (CIM-10) — inventorie ce trouble factice dans son chapitre 05 dénommé « Troubles mentaux et du comportement » et le présente comme appartenant aux « troubles de la personnalité et du comportement chez l'adulte ». 
Cette classification, publiée par l'Organisation mondiale de la santé, présente ce trouble sous la dénomination de « production intentionnelle ou simulation de symptômes ou d’incapacités, soit physiques, soit psychologiques » (F68.1). Ce syndrome est donc reconnu et répertorié en tant que « trouble factice avec symptômes physiques ».
Les patients atteints de ce syndrome peuvent présenter, dans les cas les plus graves, de multiples cicatrices d'opérations à la suite d'hospitalisations répétées pour des affections simulées ou liées à des actes d'automutilation. Ils peuvent être volontairement querelleurs, voire agressifs, s'ils n'obtiennent pas l'attention souhaitée à la suite de la déclaration de leurs symptômes. Les troubles provoqués volontairement les plus fréquents incluent convulsions, saignements dus à la prise d'anticoagulants, vomissements et diarrhées ainsi que fièvre et éruptions cutanées. Ce sont également des patients qui simulent des maladies ou ingèrent des substances médicamenteuses dans le but de provoquer de faux symptômes et ainsi gagner l'attention du milieu médical.
Le syndrome de Münchhausen dit « simple » ou « classique » est également lié au syndrome de Münchhausen par procuration, terme désignant l'attitude d'un individu qui blesse ou rend volontairement malade une personne dont il a la charge, la tutelle ou la responsabilité (très souvent un jeune enfant), dans le but d'obtenir de l'attention et de la compassion pour lui-même en tant que responsable ou dépositaire de l'autorité sur cette autre personne.
Il existe également l'expression dite du syndrome de Münchhausen par Internet pour décrire le comportement adopté par un internaute feignant une maladie sur un forum de discussion ou une messagerie instantanée. 

## Historique

### Origine du terme «syndrome de Münchhausen»

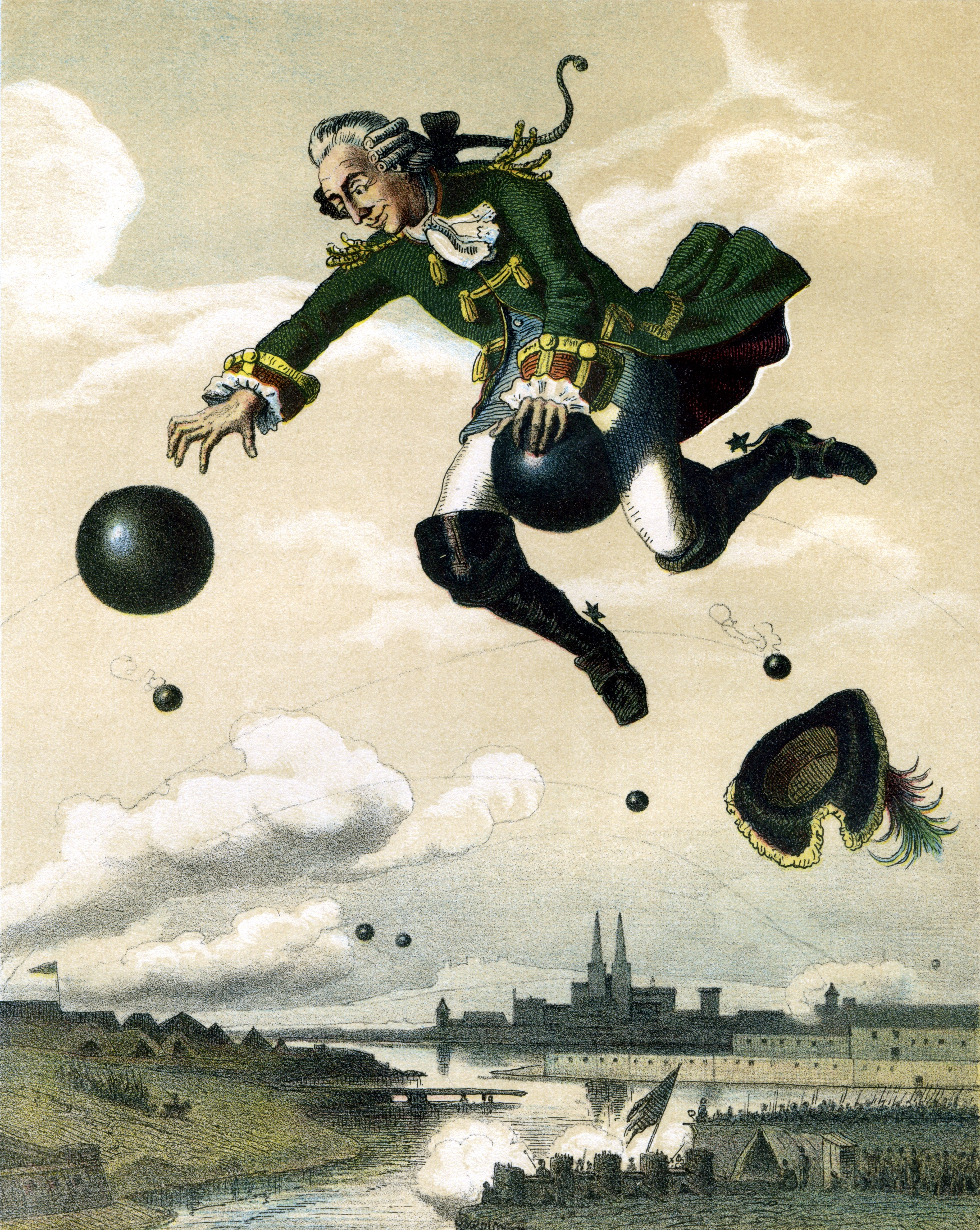
C'est en se référant aux aventures autant fictives qu'extraordinaires du baron de Münchhausen que le Dr Asher a créé cette appellation (Gravure d'August von Wille).

Le nom de ce syndrome provient de celui du baron de Münchhausen (1720-1797), militaire et officier allemand, originaire de Basse-Saxe, engagé en tant que mercenaire dans l'armée impériale russe et auquel sont attribués des exploits invraisemblables, rapportés par Rudolph Erich Raspe. Le baron de Münchhausen est également connu en France sous le nom de « Baron de Crac » (terme tiré du mot « craque », signifiant mensonge) en tant que simple traduction de ses aventures, mais aussi dans des pastiches, tel que celui écrit par l'humoriste Pierre Henri Cami.
En 1951, Richard Asher, médecin endocrinologue et hématologue britannique, fut le premier à décrire un schéma d'automutilation, où les patients s'inventaient des histoires de maladie, le but étant d'attirer l'attention des membres du corps médical sur elles et de les convaincre de l'existence d'une pathologie dont ils seraient, selon eux, affectés. Se souvenant des affabulations du baron de Münchhausen, le Dr Asher a dénommé cet état le « syndrome de Münchhausen ».
À l'origine, ce terme était employé pour tous les troubles fictifs. On considère aujourd'hui qu'il existe toute une gamme de troubles fictifs, et le diagnostic de « syndrome de Münchhausen » est réservé aux formes les plus graves, où la simulation de la maladie est l'activité centrale dans la vie du patient, confinant à l'obsession.

### Le «syndrome de Münchhausen par procuration»
En 1977, Roy Meadow, pédiatre anglais a décrit, à son tour, une forme de sévices à enfant dans laquelle des mères induisent ou décrivent faussement des maladies chez leurs enfants. Il a nommé ce comportement « Munchhausen syndrome by proxy » en anglais, c'est-à-dire en français « syndrome de Münchhausen par procuration ». Les termes « proxy » ou « procuration » ont la même signification dans les deux langues et sont tous les deux issus du latin procuratio, terme qui signifie « le pouvoir que quelqu’un donne à une autre personne pour agir en son nom ». Dans le cas de cet aspect du syndrome, Meadow commet une certaine forme d'abus de langage car, en réalité, le diagnostic révèle que le parent concerné prend ce pouvoir de lui-même, sans demander l'avis de l'enfant dont il a la charge, que cet enfant soit en âge de comprendre ou pas, restant ainsi une victime directe de l'attitude déviante de son parent.

## Clinique

### Définition
Dans la page d'introduction de son livre consacré à ce syndrome publié en 1998, le neurologue  français Gilles Fénelon, ancien collaborateur d'Yves Pélicier, définit ce trouble en quelques mots : 
« Le syndrome de Münchhausen désigne un comportement défini par une triade : des troubles factices d'allures aiguës conduisant à des investigations ou des traitements inopportuns ; des pérégrinations d'un hôpital à l'autre ; des fabulations infiltrant toute la biographie. Cette conduite n'a aucun sens apparent. »
Le syndrome de Münchhausen est cependant divisé en deux formes ou types répertoriés par la classification médicale, selon que ce syndrome concerne la personne elle-même et uniquement elle-même (dit syndrome « classique ») ou que ce syndrome concerne la personne dépositaire d'une autorité sur une autre personne (dit syndrome « par procuration »).

#### Description du syndrome «classique»

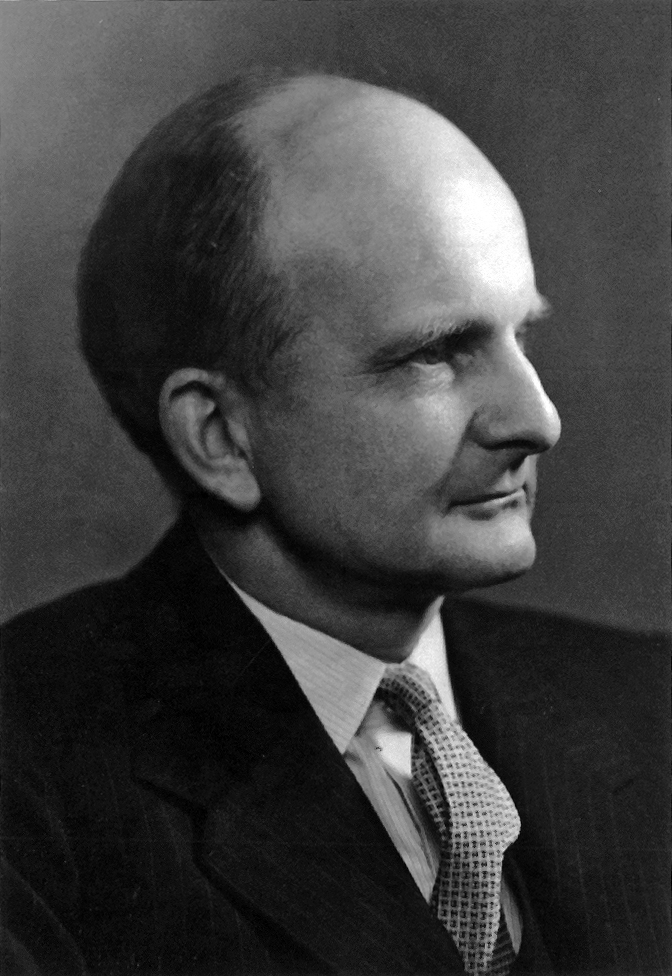
Richard Asher fut le premier à définir cette pathologie en 1951.

Les individus atteints du syndrome de Münchhausen simple amplifient ou se créent des symptômes ou maladies dans le but de gagner de l'attention, des soins, de la compassion, et le confort qu'apporte le personnel médical. Dans certains cas extrêmes, des individus atteints de ce symptôme sont connus des services de soins et capables de produire des symptômes longs et coûteux en analyse médicale, en hospitalisation prolongée, et en opération sans nécessité. Le rôle du « patient » est une motivation de confort chez les individus atteints du syndrome de Münchhausen. Certains individus peuvent également simuler ou stimuler une arythmie dans le but de gagner de l'attention auprès de l'assistance médicale.
D'autres troubles simulés ou provoqués peuvent également se retrouver, tels que :
- des douleurs abdominales ou thoraciques ayant fait soupçonner un infarctus du myocarde ou des urgences abdominales ;
- des troubles de la peau, comme une dermatite auto-provoquée ;
- une fièvre ou des céphalées fictives ;
- des tests truqués, spécialement de VIH, afin de faire évoquer un syndrome d'immunodéficience acquise.

Selon le Manuel diagnostique et statistique des troubles mentaux connu dans le milieu médical sous l'acronyme DSM-IV, le syndrome de Münchausen par procuration (SMPP) est classé comme « trouble factice » présenté selon trois critères diagnostiques :
1. production ou feinte intentionnelle de signes ou de symptômes physiques ou psychologiques ;
2. la motivation du comportement est de jouer le rôle du malade ;
3. absence de motifs extérieurs sérieux à ce comportement.

#### Description du syndrome «par procuration»
Les individus atteints du syndrome de Münchhausen par procuration, dépositaire d'une autorité sur une tierce personne, généralement, un enfant mineur, présentent des caractéristiques principalement définies selon les quatre critères suivants :
- une maladie chez un enfant simulée ou simplement produite par le parent ou le responsable de l'enfant ;
- la présentation de l'enfant pour des investigations et des traitements, de façon persistante ou inhabituelle ;
- la négation par le parent ou le responsable abuseur de l'origine exacte de la maladie de l'enfant ;
- le syndrome et les signes aigus de la dite maladie qui disparaissent lorsque l'enfant est séparé du parent ou du responsable abuseur.

## Diagnostic
Les professionnels de la santé qui suspectent un éventuel syndrome de Münchhausen chez un patient doivent d'abord penser à éliminer d'autres pathologies. Cela éviterait un mauvais diagnostic et un mauvais traitement. Ils doivent par la suite consulter les antécédents psychiatriques du patient (privations/maltraitances durant l'enfance, ou un trouble mental). Lorsque le patient semble dangereux pour lui ou son entourage, une hospitalisation psychiatrique s'avère nécessaire. Les patients peuvent se trouver scarifiés à l'abdomen à la suite d'opérations d'« urgence » répétées.
Il existe de nombreux symptômes qui permettent le diagnostic du syndrome de Münchhausen. Certains incluent des hospitalisations fréquentes, la connaissance de nombreuses maladies, des demandes fréquentes d'assistance médicale, l'ouverture à des opérations longues, peu ou aucune visite lors de l'hospitalisation, des histoires inventées ou exagérées sur d'éventuelles douleurs, entre autres. Ce syndrome ne doit pas être confondu avec l'hypocondrie, car les patients ne pensent pas être malades, ou ne cherchent pas à l'être, ni avec la sinistrose.

## Cause
Bien qu'encore mal connu et sujet à de nombreuses discussions entre les spécialistes, notamment dans le type dit « par procuration », le but évident de la personne atteinte du syndrome de Münchhausen reste tout de même d'attirer l'attention du corps médical sur elle et, essentiellement, de le convaincre du bien-fondé d'une quelconque maladie ou affection dont elle serait atteinte elle-même (dans le syndrome dit « classique ») ou un proche dont elle a la garde ou la responsabilité (dans le syndrome dit « par procuration »). Cependant, malgré ce type de comportement, aucun motif particulier ne peut être mis en évidence, aucun bénéfice réel, du moins au niveau matériel, n'étant tiré de cette situation, la cause réelle, bien que psychologique, voire psychiatrique reste donc souvent très difficile à définir.
Dans certains cas, le développement de ce syndrome peut survenir à la suite de traumatismes subis durant l'enfance, voire la petite enfance, lorsque, par exemple, les parents ne peuvent s'occuper de leur enfant à cause d'une maladie physique ou émotionnelle, soit, en raison d'une grave maladie durant l'enfance, soit à cause de troubles de la personnalité et d'une faible estime de soi. Le syndrome de Münchhausen est plus fréquent chez les hommes, principalement chez les adolescents ou jeunes adultes. Des individus travaillant en milieu médical ont également un haut risque de développer ce type de syndrome.

## Épidémiologie
Il semble difficile d'obtenir des données épidémiologiques fiables sur la prévalence de troubles factices tel que le syndrome de Münchhausen compte tenu de la nature simulée ou induite des symptômes ainsi que de la tendance des personnes qui en souffrent de consulter à des points de service multiples. Ne pouvant se fier aux techniques épidémiologiques standards, on doit faire des inférences à partir d'études de cas cliniques ou de séries de cas.

## Traitement
L’objectif du traitement d'un syndrome de Münchhausen classique tend généralement à modifier le comportement et les pensées qui favorisent l’apparition des symptômes et des signes liés à cette pathologie mentale. La psychothérapie cognitivo-comportementale peut notamment être une solution bénéfique aux patients, mais elle n'est pas encore très répandue, il existe donc encore surtout les propositions de prise en charge de type psychanalytiques éventuellement accompagnée d'une thérapie familiale : celles-ci sont, encore aujourd'hui, des approches thérapeutiques très largement suggérées aux personnes touchées par le syndrome de Münchhausen. Des médicaments peuvent être prescrits dans les cas de dépression ou d’anxiété. L’hospitalisation psychiatrique est souvent une solution pour prendre en charge les cas sévères (risque d'automutilation).

## Pronostic
Bien que les données épidémiologiques concernant l'évolution générale des troubles factices soient limitées, il est admis que les patients présentant un syndrome de Münchhausen (et dont les motivations sont généralement assez difficile à appréhender) acceptent assez rarement le traitement psychiatrique et, lorsque c'est le cas, l'amélioration des symptômes ne sera habituellement que transitoire.

## Controverse et polémique
La polémique concernant le diagnostic et le traitement du syndrome de Münchhausen concerne essentiellement le syndrome de Münchhausen par procuration où des parents ou des personnes ayant une autorité légale, mentent ou exagèrent, voire produisent, des troubles sur leurs enfants ou n'importe quelle autre personne fragile ou dépendante sur lesquelles elles exercent leur autorité. 

## Représentations

### Le syndrome de Münchhausen dans l'actualité
Un infirmier allemand dénommé Niels Högel a été jugé le 30 octobre 2018 pour avoir commis une centaine de meurtres sur d'anciens patients dans les divers établissements où il a exercé. Lors de son précédent procès qui s'est déroulé en 2015, cet infirmier confiait avoir empoisonné ses victimes pour pouvoir les ranimer et se hisser au rang de héros. La presse évoque dès lors un éventuel syndrome de Münchhausen, mais elle indique également que les psychiatres ayant procédé à l'expertise psychiatrique l'ont reconnu responsable de ses actes. L'homme a finalement été condamné à perpétuité.

### Le syndrome de Münchhausen dans la littérature

#### Le Malade imaginairede Molière

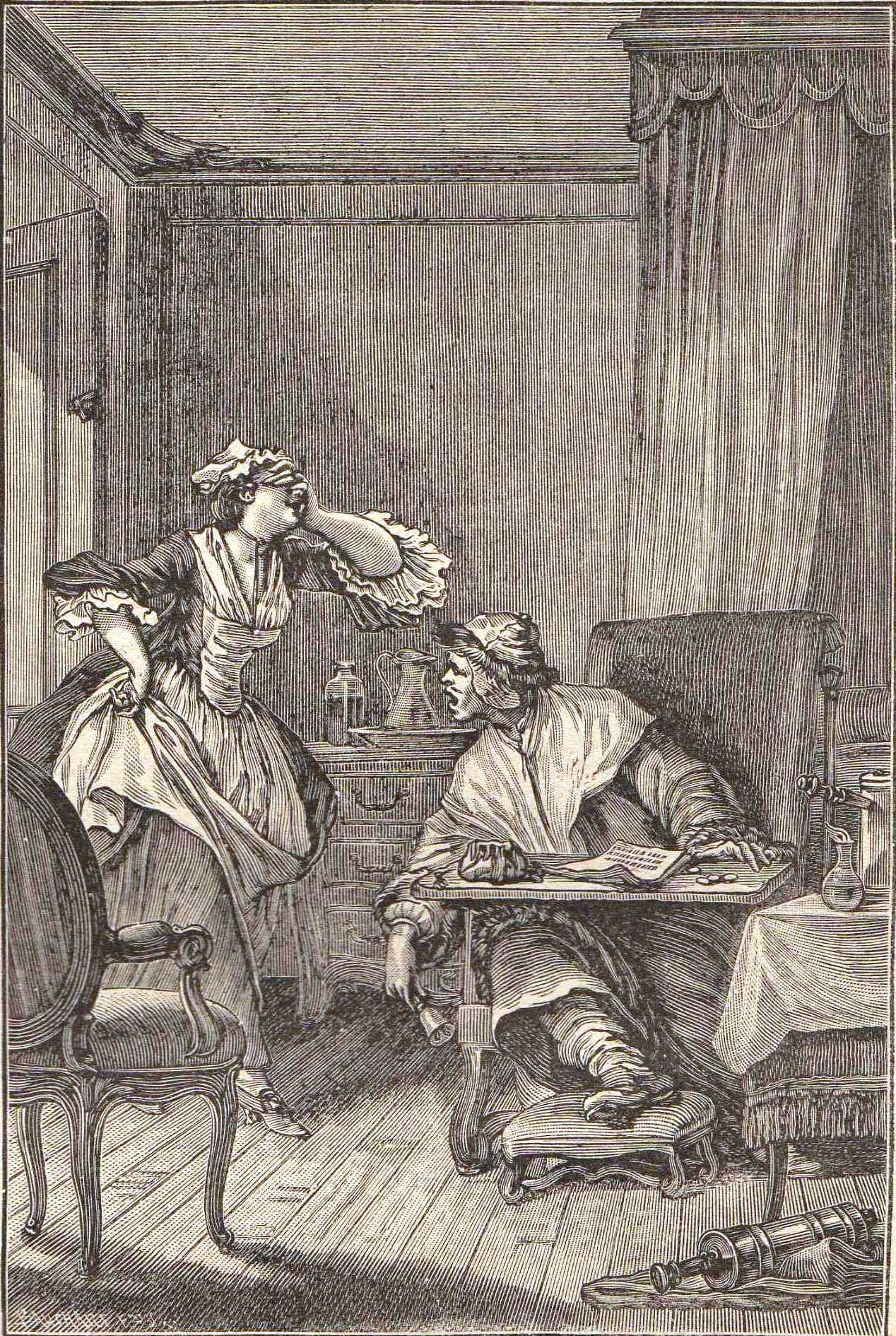
: « Ah ! chienne ! ah ! charogne ! »
(faisant semblant de s'être cogné la tête) : « Diantre soit fait de votre impatience ! Vous pressez si fort les personnes, que je me suis donné un grand coup de la tête contre la carne d'un volet ».
(Le Malade imaginaire, gravure de Moreau le jeune)

Dans la pièce de Molière Le Malade imaginaire écrite en 1673, le personnage d'Argan semble souffrir de maladies inventées par lui-même, et reste conforté dans cet état obsessionnel par des médecins peu compétents, voire profiteurs. Ce comportement évoque très nettement l'hypocondrie qu'il ne faut pas confondre avec le fait de se rendre malade soi-même, mais l'état souffreteux du héros de la pièce, puis son rétablissement avant la fin de la pièce évoque plus un désir réel d'être malade qu'une réelle crainte de l'être. On peut donc évoquer, dans l'attitude d'Argan, un cas à la limite des deux syndromes, bien que le but réel de Molière était de ridiculiser la médecine de son époque, bien éloigné de supposer un syndrome totalement hors de portée des compétences de l'époque.

#### L'Avarede Molière
Curieusement, c'est un dialogue écrit pour une scène d'une autre pièce de théâtre du même auteur, dénommée L'Avare (Acte I, Scène V) qui évoque le mieux cette forme de pathomimie (trouble inventé) 

Valère : « Il faut demander un délai et feindre une maladie»

Élise : « Mais on découvrira la feinte si on appelle le médecin »

Valère : « Vous moquez-vous? Y connaissent-ils quelque chose?
Allez, allez, avec eux vous pouvez trouver quelque mal qu'il
vous plaira ; ils trouveront des raisons pour vous dire d'où
cela vient ».

#### Les aventures et mésaventures du Baron de Münchhausende Rudolf Erich Raspe
Auteur de ses propres « vraies fausses aventures », Karl Friedrich Hiéronymus, baron de Münchhausen, a bel et bien existé. L'écrivain et scientifique allemand Rudolf Erich Raspe a recueilli puis ordonné tous ces récits qu'il a d'abord publié en anglais en 1785. Ses aventures autant grotesques que merveilleuses n'ont, paradoxalement, que très peu de rapport avec le syndrome lui-même, si ce n'est l'incompressible mythomanie qui se présente à chaque page de l'ouvrage inspiré des souvenirs du baron.
Le roman, évoqué dans un passage d'une œuvre du philosophe Friedrich Nietzsche dénommée Par delà le bien et le mal, a été traduit en français par l'écrivain Théophile Gautier.

#### Orgueil et préjugésde Jane Austen
Dans le roman de la femme de lettres anglaise Jane Austen dénommé Orgueil et préjugés et achevé en 1797, le lecteur peut découvrir le personnage de Mrs Bennet, personne souffreteuse qui revendique une maladie dite « nerveuse » afin de se faire remarquer et attirer ainsi la compassion des membres de son entourage. Selon l’historien Pierre Goubert, auteur d’une étude psychologique sur la romancière, ce personnage malade imaginaire (assez récurrent dans l’œuvre de Jane Austen), cherche toujours à se faire plaindre et à se faire aimer. On va donc plus loin qu’une simple hypocondrie pour atteindre les frontières du syndrome de Münchhausen.

#### Molochde Thierry Jonquet
Moloch est un roman du romancier français Thierry Jonquet publié en 1998 chez Gallimard dans la collection Série noire,. Ce roman, très sombre est lié au syndrome de Münchhausen par procuration.
Ce roman a fait l'objet de poursuites judiciaires pour un supposé délit de violation de secret de l'instruction émises par une mère soupçonnée d'empoisonnement par injection d'insuline sur son enfant, comme dans le roman de fiction, mais l'auteur a été finalement mis hors de cause, la mère ayant été déboutée par le tribunal de grande instance de Paris.
Ce roman a, en outre, reçu en 1999 le « prix Mystère de la critique ».

#### Soins intensifsde Chrystine Brouillet
Ce roman, qui a été publié en 2006 et écrit par l'auteure canadienne Chrystine Brouillet est intitulé Soins intensifs car son récit décrit en grande partie le parcours d'une mère surprotectrice pour son enfant au sein d'un milieu hospitalier dont le personnel reste perplexe face à l'attitude de celle-ci. Il s'agit d'une des enquêtes de la série de romans policiers ayant pour héroïne la policière québécoise Maud Graham.

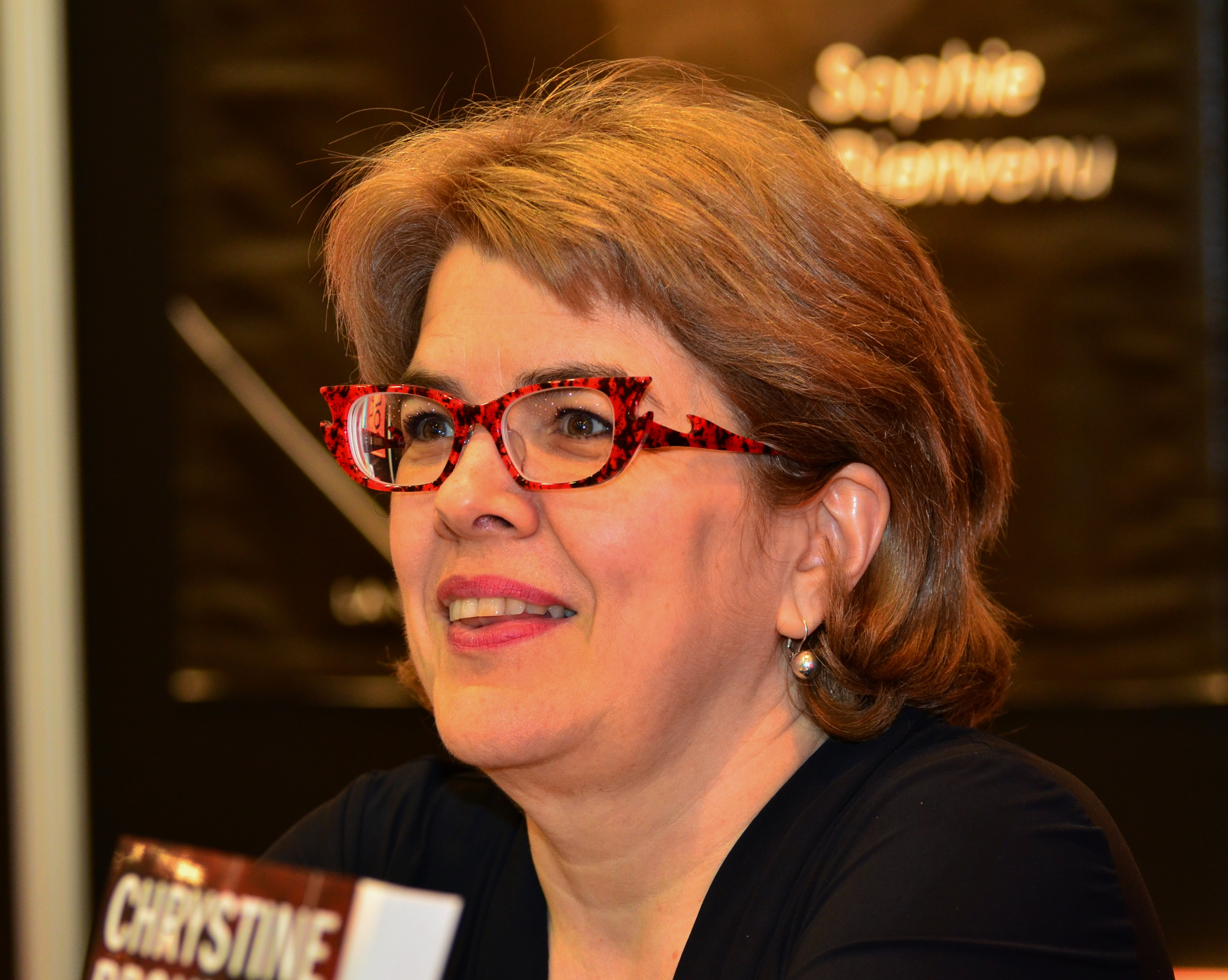
Chrystine Brouillet est l'auteure d'un roman ayant pour thème le syndrome de Münchhausen par procuration.

#### Un petit jouet mécaniquede Marie Neuser
Ce roman, au titre très évocateur, a été écrit par l'écrivaine française Marie Neuser en 2012 et narre les interrogations d'une jeune fille de seize ans vis-à-vis de sa sœur aînée qu'elle n'apprécie guère et, surtout, de la façon dont elle s'occupe de son bébé durant des vacances passées en Corse avec toute sa famille. C'est le second roman de cette auteure.

### Le syndrome de Münchhausen au cinéma et à la télévision
Un grand nombre d’œuvres de fiction cinématographiques et télévisuelles font référence au syndrome de Münchhausen par procuration et, dans ce cas-là, cela concerne généralement des rapports entre une mère et son enfant.

#### Les films et les téléfilms
Les films et téléfilms suivants font référence le plus souvent au syndrome de Münchhausen par procuration :
- A Child’s Cry for Help (en) (téléfilm, 1994)
- La Mort en ligne (film, 2003)
- Sixième Sens (film, 1999)[30].
- La Prison de verre (film, 2001)
- One Missed Call (film, 2008)
- Une mère indigne (téléfilm, 2013)
- Proxy (film, 2013)
- Un homme inquiétant[31] (A Daughter's Nightmare) (film, 2014)
- La Neuvième Vie de Louis Drax (film) (2016), un thriller fantastique[32].
- Ça, un film d'épouvante tiré du roman de Stephen King. La mère de Eddie Kaspbrak[réf. nécessaire]
- Run (film, 2020)
- Sick of myself (film 2022)

#### Les séries télévisées
De la même façon que les films et téléfilms, les séries suivantes font référence au syndrome de Münchhausen par procuration, probablement considérées comme plus commercialement attractives (audience gain) par les producteurs.
- Sharp Objects (saison 1, épisodes 6,7,8)
- X-Files (« Les Calusaris », saison 2, épisode 21)
- Urgences (saison 6, épisode 12)
- Dr House (saison 2, épisode 9)
- Supernatural (saison 3, épisode 5)
- Private Practice (saison 1, épisode 4)
- Scrubs (saison 5, épisode 21)
- Grey's Anatomy (saison 2, épisode 4)
- Nip/Tuck (saison 3, épisode 4) : « Douleur fantôme »

dans cet épisode, un patient s’adresse au cabinet McNamara/Troy comme étant une victime d'un serial killer dénommé le Découpeur. Elle est plus tard démasquée par Christian et admet avoir voulu attirer l’attention sur elle. Elle sera par la suite une réelle victime du Découpeur.
- New York, police judiciaire (saison 5, épisode 7)
- True Detective (saison 1, épisode 6)
- Bron (saison 2, épisode 6)
- Docteur Sylvestre (saison 5, épisode 6) « Des apparences trompeuses »

cet épisode (le dernier de la série) relate un cas de SM simple, mais comme l'indique le titre, il n'est jamais très facile d'établir un diagnostic correct.
- Esprits Criminels (saison 5, épisode 13)
- The Real Housewives of Beverly Hills (saison 6, épisode 4)
- Body Of Proof (saison 1, épisode 9)
- New York Unité Spéciale (saison 19, épisode 10)
- Candice Renoir (saison 1, épisode 5) : « Tel est pris qui croyait prendre »

cet épisode présente le cas d'un homme atteint d'un cas visible de pathomimie évoquant le syndrome de Münchhausen bien que le nom ne soit jamais évoqué. Un homme qui se fait passer pour un malade leucémique, afin de gagner la compassion des autres, est agressé dans sa chambre d'hôtel. L'enquête va doucement nous démontrer que le coupable est aussi une victime.
- Profilage (saison 7, épisode 3) : « En eaux troubles »

dans cet épisode, une mère de famille est suspectée de maltraitance et diagnostiquée SMpP par un psycho-criminologue, mais celui-ci se trompe. Un rare exemple de fiction évoquant une erreur de diagnostic.
- Elementary (saison 5, épisode 10) : « À chacun son poison »

dans cet épisode, le syndrome de Münchhausen (par procuration) est évoqué dans le cas d'une mère empoisonnant son fils depuis tout jeune afin de simuler une maladie immuno-déficiente et ainsi d'attirer l'attention sur elle et sa famille.
- Cassandre (saison 3, épisode 3) : « Sans condition »

dans cet épisode, l'enquêtrice évoque le syndrome de Münchhausen par procuration pour expliquer le comportement d'une mère.
- The Politician : série américaine (2019) Netflix
- Blacklist (saison 9, épisode 14) : « Eva Mason (No. 181) »
- The Bridge, série télévisée suédo-danoise en 38 épisodes de 58 minutes (2011-2018) : Saga Norén
- The Act (saison 1, 8 épisodes)

La série se base sur l'histoire vraie du meurtre de Dee Dee Blanchard, commandité par sa fille Gypsy, cette dernière étant forcée depuis son enfance à être nourrie à la sonde et à se déplacer en fauteuil roulant inutilement. Atteinte du syndrome de Münchhausen par procuration, Dee Dee Blanchard a infligé à sa fille des médicaments et opérations inutiles, la persuadant, elle et son entourage, qu'elle était gravement atteinte de plusieurs maladies.
- Balthazar (saison 3, épisode 5) : « Un autre monde »
- The Rookie (saison 2, épisode 18): "Under the gun"

### Le syndrome de Münchhausen dans une œuvre musicale
Le rappeur Eminem évoque cette pathologie dans la chanson Cleanin' Out My Closet, où sa mère en cruel manque d'affection aurait ingéré des tas de pilules pendant l'enfance de l'artiste pour attirer l'attention sur elle.

## Le syndrome de Münchhausen et Internet
Il existe un terme, non encore officiel sur le plan médical, et notamment utilisé dans les pays anglo-saxons , celui de « syndrome de Münchhausen par Internet », qui consiste à jouer sur l'autovictimisation.
Celui-ci désigne le comportement consistant à feindre une maladie sur des forums de discussion ou des messageries instantanées d'Internet. Ce terme est alors décrit dans la littérature médicale comme trouble factice ou pathomimie par procuration. Cette expression est la traduction du terme américain de « Munchausen by Internet » et il a été utilisé pour la première fois dans un article scientifique du Southern Medical Journal rédigé en 2000, par Marc Feldman, professeur en psychiatrie à l'université d'Alabama à Birmingham.
Ce type de comportement peut faire bannir son auteur des forums spécialisés, pour avoir tenté d'abuser ses interlocuteurs. Des cas auraient été identifiés dans des pays anglo-saxons.

#### Sur le syndrome de Münchausen
: document utilisé comme source pour la rédaction de cet article.
- Manuel diagnostique et statistique des troubles mentaux, 4e édition, texte révisé (DSM-IV-TR). 2000. Association américaine de psychiatrie.
- Classification internationale des maladies (CIM-10). Organisation mondiale de la santé.
- Gilles Fénelon, Le syndrome de Münchhausen, éditions PUF, 128 pages, 1998  (ISBN 978-2130490821)
- Dictionnaire médical de l'infirmière,  éd. Masson.
- Sciences et Avenir, no 2667.
- (en) Munchausen’s syndrome (Le syndrome de Münchausen) (The Lancet) par le Dr Asher, 1951 ;1 (6650) : 339-41)

#### Autres ouvrages psychologiques
- Les Cheveux du baron de Münchhausen : Psychothérapie et Réalité, éditions du Seuil, collection Points essais, avril 2000, 281 pages,  (ISBN 2-02-040723-X)